# Bistrica (Chorwacja)
Bistrica – wieś w Chorwacji, w żupanii virowiticko-podrawskiej, w mieście Slatina. W 2011 roku liczyła 165 mieszkańców.